# 赤色传染

美国卫生及公共服务部（HHS）的印章

赤色传染（英語：Crimson Contagion）指的是在2019年1月到8月进行的一场由美国众多国家级、州级、地方级以及公、私立的组织参与的联合演习。其目的在于为测试联邦政府及12个州在面对起源于中國的严重流感时的应对能力。
此次模拟起始于2019冠状病毒病疫情开始前的几个月。模拟场景为从中国回来的游客在以芝加哥为首的美国地区传播了一种呼吸道病毒。在不到两个月的时间里，该病毒已经感染了1.1亿美国人，造成50余万人死亡。演习结束后发表的报告概述了政府应对大流行的能力有限，联邦机构缺乏能够有效应对病毒的资金、协调能力及资源。

## 过程
2019年1月至8月间，特朗普的卫生及公共服务部（HHS）在亚历克斯·阿扎尔（Alex Azar）的领导下，进行了一次代号为的模拟演习。参与这次演习的有美国国家安全委员会、美国卫生与公众服务部、美国农业部、美国商务部、美国国防部、美国能源部、美国国土安全部、美国住房与城市发展部、美国内政部、美国司法部、美国劳工部、美国国务院、美国运输部、美国财政部，以及其他州和地方组织、公共和私人组织。:A-1
在模拟过程中，几名游客染上了“始于中国的呼吸道病毒”（respiratory virus began in China），并且发着高烧，通过航空旅客迅速传播到了世界各地:8。这种病毒在全球迅速蔓延，并蔓延到美国，在芝加哥（演习的主办城市）首次被发现:8。该模拟病毒被称为“H7N9流感”（H7N9 Influenza）:8。在美国发现第一例病例后47天，开始进行该演习:8。在这个场景中，美国卫生与公众服务部（HHS）部长已经宣布国家进入公共卫生紧急状态，世界卫生组织（WHO）宣布“2019年流感大流行”（2019 Influenza Pandemic）:8。结果显示，在缺乏协调的全国性应对措施的情况下，疫情将达到非常严重程度的可能性为90%，预计仅在美国就有1.1亿人感染，770万人住院，58.6万人死亡:9。

## 主要发现
- 联邦政府缺乏足够的资金来应对严重的流感大流行。
- 参加演习的人员不清楚不同联邦机构的作用，以及向联邦人员传递哪些信息是重要的。
- 美国卫生与公众服务部（HHS）在向医院和其他公共卫生机构提供准确和相关信息方面存在问题。
- 美国卫生与公众服务部、聯邦緊急事務管理署（FEMA）和美国国土安全部在哪个联邦机构将在危机中发挥主导作用的问题上存在混乱。
- 美国缺乏生产能力，无法满足大流行病对口罩、呼吸机等防护设备和医疗设备的需求。
- 由于缺乏标准化的申请程序，各州无法有效地申请资源。[3]:1-3[4]

## 参与州
- 亚利桑那州
- 科罗拉多州
- 康乃狄克州
- 爱达荷州
- 伊利诺伊州
- 马萨诸塞州
- 内布拉斯加
- 新罕布什尔
- 新墨西哥州
- 纽约州
- 宾夕法尼亚州
- 南卡罗来纳[3]:6